# Deerite
La deerite è un minerale appartenente al gruppo della deerite-howieite. Strutturalmente appartiene agli inosilicati.
Il nome è in onore del geologo e mineralogista britannico William Alexander Deer (1910-2009).